# Реал Марчанизе
«Реал Марчанизе» — итальянский футбольный клуб из города Марчанизе, выступающий в Серии С1, третьем по силе дивизионе чемпионата Италии. Основан в 1985 году. Домашние матчи проводит на арене «Стадио Прогредитур», вмещающем 3 000 зрителей. «Реал Марчанизе» никогда в своей истории не поднимался в Серию А и Серию Б, лучшим достижением клуба в Серии С1 стало 7-е место в сезоне 2008/09.

## Известные тренеры
- Лука Фузи